# Hermann Nicolaus Friedrich von Burghauss
Herman Nicolaus Friedrich von Burghauss (ur. 29 października 1796 w Korfantowie, zm. 12 lipca 1885 we Wrocławiu) – niemiecki działacz społeczny, propagator nowinek w dziedzinie rolnictwa, filantrop. Właściciel dóbr: Łażany (Laasan) - od 1815 r., Piotrowice Świdnickie (Peterwitz), Żarów (Saarau) i Korfantów (Friedland O/S) ze wsiami: Włostowa (Floste), Sowin (Sabine), Kuźnica Ligocka (Hammer) i Wielkie Łąki (Hillersdorf).
Był najstarszym synem Josefa Ferdinanda Burghaussa (zm. 1811 r.) – właściciela miejscowego majątku ziemskiego Friedland. Żonaty z Adelaide z domu Henckel-Donnersmarck. Od najmłodszych lat był przygotowywany do kierowania dobrami rodzinnymi. W tym celu podjął studia rolnicze w Szwajcarii. Ciosem dla młodego Hermana Nicolausa była wiadomość o sprzedaży majątku przez ojca, po tym jak ogromny pożar strawił większość budynków gospodarczych i część zabudowań pałacowych. 

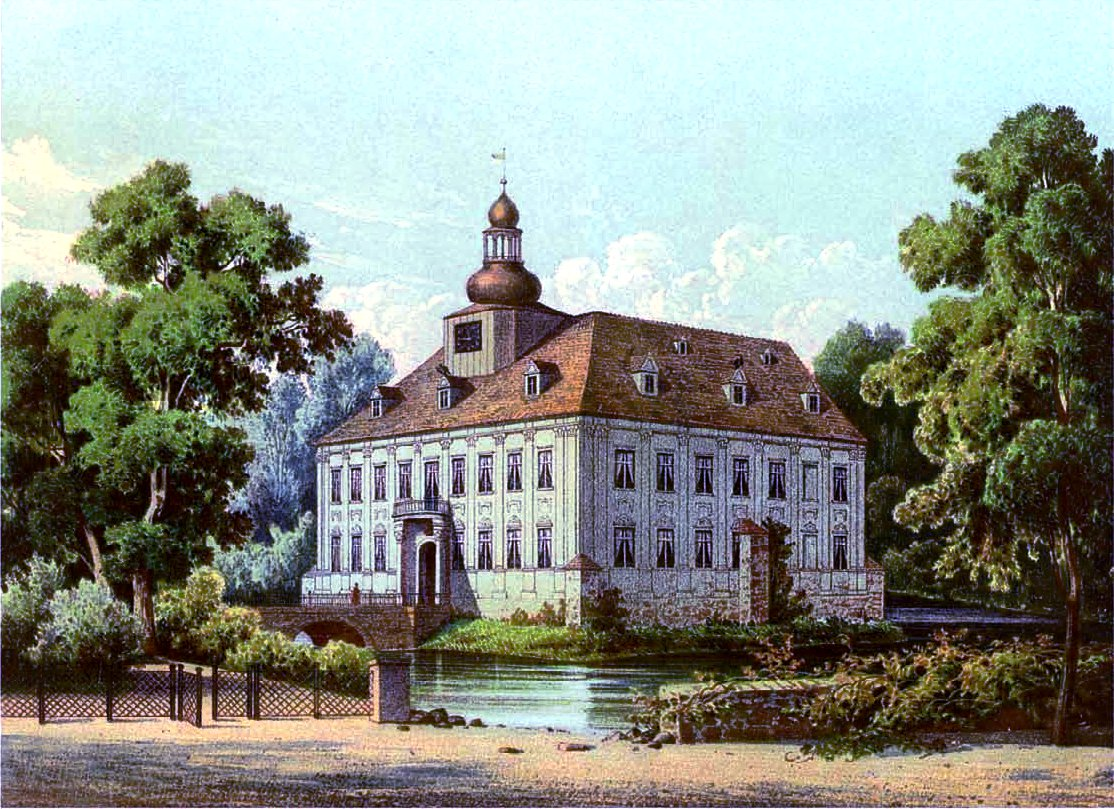
Pałac Łażany

Zapewne wielki sentyment do stron rodzinnych sprawił, że hrabia w 1826 roku częściowo odzyskał dobra korfantowskie (do dóbr nie wróciła wieś Wierzbie i Niesiebędowice, a Sowin został odkupiony od Augusta Dreschera dopiero w roku 1841) i żmudną pracą przywrócił im dawną świetność (m.in. odbudował zamek zachowując jego renesansowy portal). W tym czasie dokonał także szeregu fundacji na terenie miasta, m.in. łożył na wybudowanie domu pomocy dla chłopców zagrożonych wychowawczo oraz na stację opieki Adela (to na cześć szanownej małżonki hrabiego) dla dziewcząt. Z inicjatywy Burghaussa powstało hospicjum i dom starców. Niedługo potem zaangażował się w budowę kościoła ewangelickiego oraz dwóch szkół (dla dzieci wiejskich i miejskich).
W roku 1837 hrabia Burghauss został dyrektorem pierwszego na Śląsku Stowarzyszenia Rolniczego w Księstwie Świdnicko-Jaworskim. W 1842 walnie przyczynił się do powstania Śląskiego Związku Rolniczego, którego został pierwszym prezydentem. Dzięki jego pracy w 1847 roku została utworzona Królewska Akademia Rolnicza w Prószkowie, w 1861 szkoła rolnicza w Popielowie, w 1871 - szkoła w Brzegu i w 1876 - w Nysie. Upowszechniał w nich opłacalną hodowlę jedwabników, uprawę tytoniu i lnu. Działające pod jego egidą stowarzyszenie rolnicze rozwijało system samopomocy w rolnictwie, a także przyczyniało się do powstawania banków udzielających kredytów na produkcję rolną.

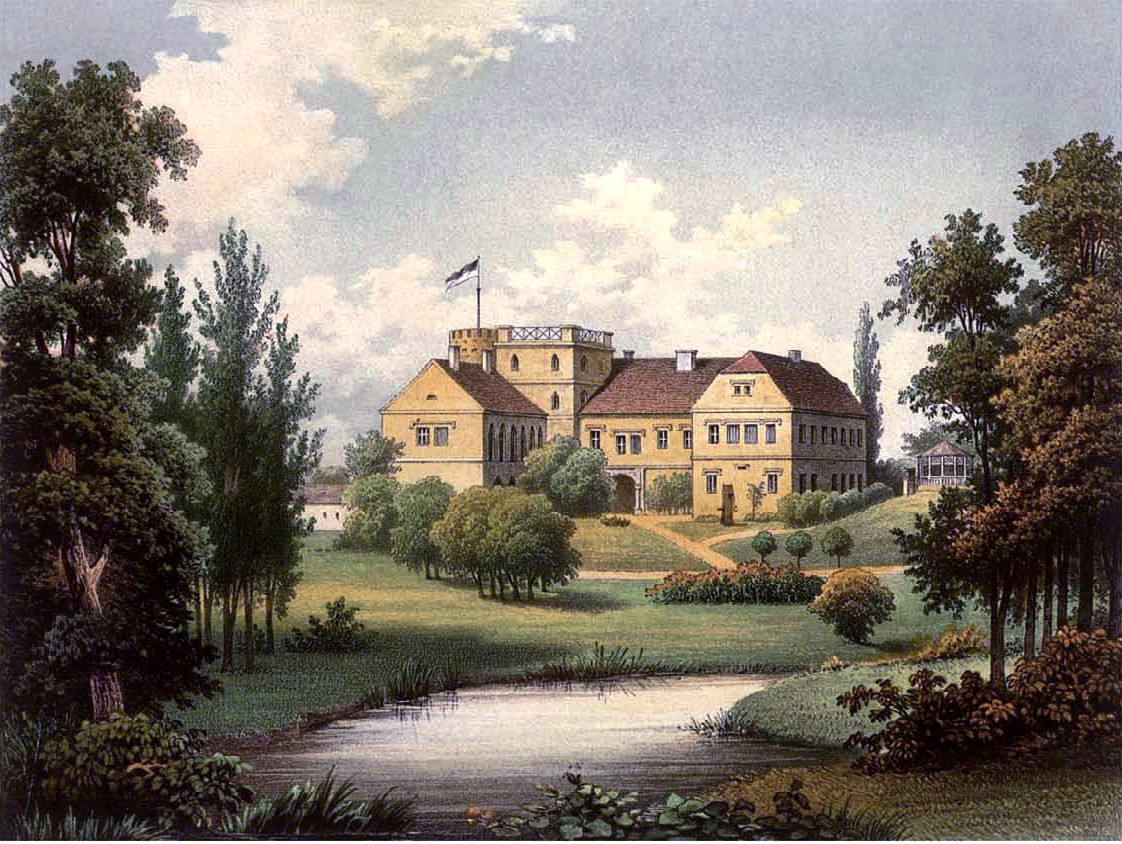
Zamek w Korfantowie (Friedland)

W testamencie przekazał na cele społeczne, olbrzymią jak na ówczesne czasy sumę 885 tys. marek. Zmarł 12 lipca 1885 we Wrocławiu. Pochowany 15.07.1885 roku w krypcie rodowej w Łażanach. Na jego cześć jednej z ulic w Korfantowie nadano nazwę Burhaussów (obecnie jest to ulica 3 Maja, przy której stoi budynek gimnazjum).